# Jean-Baptiste Bouchette
Pour les articles homonymes, voir Bouchette.
Jean-Baptiste Bouchette (5 juillet 1736 – 28 avril 1804) était un marchand canadien, marin, et officier de l'armée et de la marine.

## Hommages
La rue Bouchette a été nommée en son honneur dans la ville de Québec en 1949.